# Балыбердин, Владимир Иванович
Владимир Иванович Балыбердин (род. 22 сентября 1954 года, Гнивань, Винницкая область) — украинский ювелир. Член Национального союза художников Украины (с 1987 года), руководитель секции декоративно-прикладного искусства, куратор выставок. Лауреат премии Екатерины Белокур за выдающиеся произведения народного искусства.
Владимир Балыбердин не имеет художественного образования, будучи талантливым художником-самоучкой. Он начал трудовой путь на фабрике художественной галантереи, после работал художником в объединении «Укоопторгреклама». В 1975 году Владимир стал макетчиком проектного института «Киевпроект». Ювелирным делом художник стал заниматься в 1983 году, представлял работы на республиканских, а также международных выставках (Югославия, 1989; Венгрия, 1990; Азербайджан, 2012).
Произведения Владимира Балыбердина хранятся в Музее исторических драгоценностей Украины в Киеве. В 2006 году музеем была организована в выставка «Современное ювелирное искусство Украины», где мастер представлял как свои работы из коллекции музея, так и новые произведения. В 2014 году в Музее драгоценностей прошла персональная выставка художника «Обереги души», где были показаны ювелирные работы за тридцать лет творчества: перстни, кулоны, броши, подвески, серьги, медальоны, расчёски.
В работе мастер использует разнообразные приёмы (чеканку, гравировку, эмаль, зернь, литьё), однако излюбленной его техникой стала резьба по кости и работа с перламутром. Источником вдохновения художника часто становятся образы украинского народного искусства, традиционные орнаменты деревянной резьбы
и вышивок.
В 2010-е годы мастер увлёкся темой лозоплетения, обрабатывая в подобной технике металл. В последние годы Владимир Иванович перешёл к более крупным абстрактным металлическим формам, интересны скульптуры с использованием подлинных исторических артефактов — древнего гвоздя, штыков Первой мировой войны, старинных фотографий.

## Избранные произведения
- Резьба по бивню мамонта: гребни «Утро» (1986), «Тин» (1987), «Кошелёк» (1988), «Окошко» (1988), гарнитур «Свадьба» (1986).
- Мельхиор, резьба на раковине: кулоны «Птица любви» (2000), «Дорога домой», «Звездная ночь», гарнитур «Звездное небо», брошь «Родовид» (все — 2002).
- Перламутровый гарнитур «Легенда» (1987).
- Камеи «Размышления», «Легенда» (обе — 2005).
- Серия ювелирных украшений «Мелодии Вселенной» (2006—2009).